# Distrikt Lefkoşa
Koordinaten: 35° 12′ N, 33° 27′ O
Der Distrikt Lefkoşa (türkisch Lefkoşa İlçesi) ist einer der sechs Distrikte der international nicht anerkannten Türkischen Republik Nordzypern im Zentrum der Mittelmeerinsel Zypern. Sein Hauptort ist Lefkoşa. Im Jahr 2011 hatte der Distrikt 94.824 Einwohner.
De jure ist der Distrikt Lefkoşa Teil des Bezirks Nikosia und des Bezirks Larnaka der Republik Zypern.
Außer dem Nordteil Lefkoşas umfasst der Distrikt auch die angrenzenden Gemeinden. In seinem Gebiet liegt der für die Türkische Republik Nordzypern wichtige Flughafen Ercan.